# ГЕС Селсфорс
ГЕС Селсфорс (швед. Selsfors) – гідроелектростанція на півночі Швеції. Знаходячись між ГЕС Krångfors (вище по течії) та ГЕС Квістфорсен, входить до складу каскаду на річці  Шеллефтеельвен, яка впадає у Ботнічну затоку Балтійського моря приблизно посередині між містами Умео та Лулео. 
В межах проекту річку перекрили греблею висотою 21 метр, що утримує водосховище з площею поверхні 2 км2 та периметром 17 км, в якому припускається коливання рівня поверхні в діапазоні 0,5 метра для літнього та 1 метр для зимового періоду (між позначками 74,3 та 75,3 метра НРМ).
Машинний зал розміщений біля лівобережної частини греблі та обладнаний двома турбінами типу Каплан — першу ввели в експлуатацію у 1944 році, а в 1975-му додали до неї другу. При загальній потужності у 61 МВт та напорі 22,2 метра вони забезпечують виробництво 265 млн кВт-год електроенергії на рік.
На станції реалізовано поширений у скандинавських країнах тип деривації, котрий дозволяє максимізувати використання падіння річки на ділянці порогів. Хоча машинний зал розташований прямо біля греблі, проте відпрацьована вода перед поверненням в Шеллефтеельвен відводиться по тунелю-каналу довжиною 0,85 км.